# Skogastorps naturreservat
Skogastorp är ett naturreservat i Falköpings kommun i Västergötland.
Området avsattes som naturreservat 2007 och är 115 hektar stort. Det består av ett kulturlandskap med rikkärr, alvarmarker och lövskogar på Plantabergets västra och norra del. 

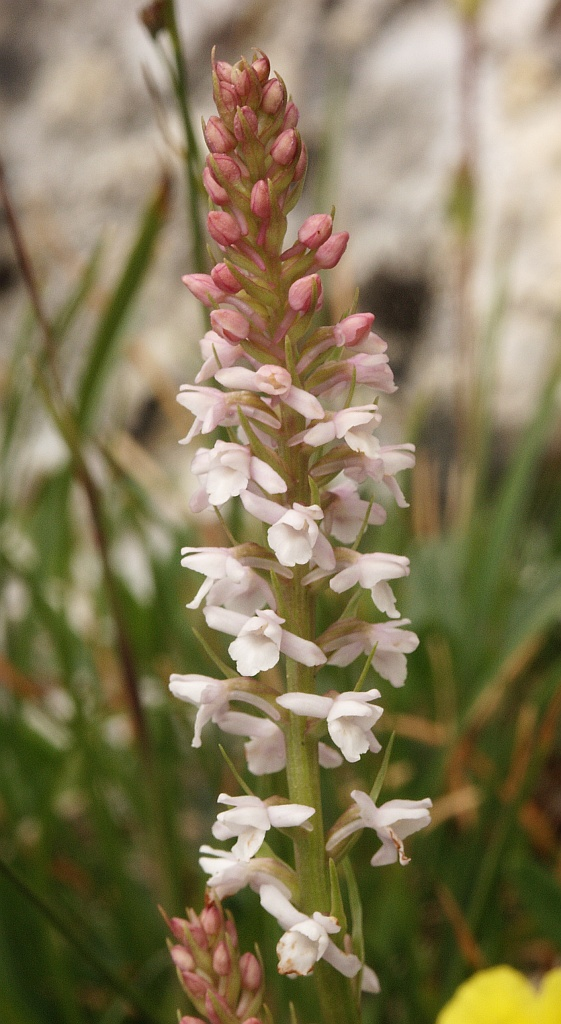
Luktsporre

Lerskiffer och kalksten går i dagen och medför goda förutsättningar till rika jordar med örtrik vegetation. Källor med kalkrikt vatten ger upphov till kalktuffbildningar. Där finns Skogastorpskärret, ett extremrikkärr som är välkänt för sina orkidéer med bland annat luktsporre. Där finns alvarmarker vid Högstena alvar och Öja hed som är välkända och representerar en ovanlig naturtyp. På bergets sluttningar finns lövskogar med höga naturvärden med orkidéer och många lundväxter.
Vid Högstena by finns bevarad bykärna, fägata, äldre utmarksbeten och forntida gravområden. Där finns även megalitgravar från stenåldern. Från Högstena kyrka går en fägata till utmarksbetena på Plantaberget. Det finns även rester av fossil åkermark.